# ディエゴ・カルヴァリヨ
ディエゴ・デ・カルヴァリヨ（Diego de Carvalho、1578年 - 1624年2月22日）は、江戸時代初期に来日したポルトガルのイエズス会の宣教師である。カルワーリューとも表記される。日本名は長崎 五郎右衛門（ながさき ごろうえもん）。

## 経歴・人物
コインブラに生まれ、1594年に16歳でイエズス会士となる。1609年（慶長14年）に来日し、天草や京都にて布教活動を行う。しかし1614年（慶長19年）にキリシタン追放令が発令された事により、マカオに追放されるが翌々年の1616年（元和2年）に再来日を果たした。その後は上記の日本名を名乗り、仙台や蝦夷地を中心に巡回し、キリシタンの武将だった後藤寿庵の助力により同じイエズス会宣教師であったジロラモ・デ・アンジェリスと共に布教活動を行う。
その後は寿庵の領地であった見分（現在の岩手県奥州市）に幾度か訪問するが、この頃に仙台藩のキリシタン探索が厳格化された。これによって下嵐江の銀山にカトリックの信者と共に隠居するが、1623年（元和9年）に同藩により捕縛される。翌1624年2月22日（元和10年1月4日）に布教活動を行った仙台の広瀬川にて凍死し殉教した。死去から約250年経った1867年（慶応3年）に福者となった。